# Maximilian von Lingg
Maximilian Joseph Lingg, à partir de 1902 Ritter von Lingg (né le 8 mars 1842 à Nesselwang, mort le 31 mai 1930 à Füssen) est le 78e évêque d'Augsbourg de 1902 à sa mort.

## Biographie
Max Joseph Lingg est le premier enfant du boulanger Johann Georg Lingg et de son épouse Franziska Pfanner. Sa mère est une parente de l'abbé trappiste Franz Pfanner et lui-même est un cousin du poète épique et poète Hermann Lingg. Le prêtre local Heine veille à ce que Max Lingg puisse fréquenter le lycée Saint-Étienne d'Augsbourg (de) afin qu'il puisse plus tard devenir prêtre. En 1861, il commence ses études de théologie à Munich, où il entre également en contact avec ceux qui deviendront l'Église vieille-catholique en Allemagne. Au cours de ses études, il devient membre de la fraternité Algovia (de) à Munich en 1861. Malgré ses hautes fonctions ecclésiastiques à Bamberg, Lingg reste associé à sa fraternité pendant 38 ans et ne la quitte que trois ans avant sa nomination comme évêque en 1898 en raison de "la libéralisation croissante” de la fraternité. Au début du semestre d'hiver 1863-1864, il se rend à l'Université pontificale grégorienne à Rome. Il publie à plusieurs reprises des œuvres lyriques. Le 22 juillet 1865, il est ordonné prêtre à Munich et célèbre sa messe de prémices le 27 août à l'église Saint-Magne de Füssen (de).
En 1863, il entreprend un deuxième programme d'études en jurisprudence, qu'il complète par un doctorat en 1869. Il entre en contact avec la maison de Wittelsbach au sujet de l'éducation du prince Alphonse XII d'Espagne et de divers princes bavarois, ce qui lui permet d'être promu en 1874 professeur d'histoire de l'Église et de droit canonique au staatlich Lyceum von Bamberg. En 1877, il est élevé au rang de véritable conseiller privé par l'archevêque de Bamberg Friedrich von Schreiber, dont Lingg est le confident, et au rang de monseigneur en 1885. Durant cette période, il obtient son doctorat en théologie à l'université de Tübingen sur la base de divers écrits théologiques. En 1893, Lingg devient prévôt de la cathédrale de Bamberg, ce qui l'oblige à abandonner l'enseignement. Malgré ses années d'étudiant, relativement libérales, il parvient à s'affirmer et est nommé évêque d'Augsbourg par le prince régent Luitpold de Bavière en 1902. Il est ordonné évêque le 20 juillet 1902 par l'archevêque de Munich et Freising, Franz Joseph von Stein. Peu de temps, Lingg reçoit le 25 octobre 1902 la Croix de chevalier de l'Ordre du Mérite civil de la couronne de Bavière et est ainsi élevé au rang de chevalier personnel.
Lingg est évêque pendant 28 ans d'une manière patriarcale et pastorale. Entre autres choses, il agrandit le diocèse en augmentant le nombre de doyennés de quarante à soixante, fonde le séminaire Dillinger en 1910 et un certain nombre de nouvelles églises comme l'église du Sacré-Cœur d'Augsbourg (de). Il soutient des organisations sociales telles que Caritas et l'Association des femmes catholiques. Il rend visite à des prisonniers français pendant la Première Guerre mondiale.
La fin de l'Empire allemand en 1919 entraîne des problèmes majeurs pour le monarchiste Lingg. Après l'assassinat du ministre-président bavarois Kurt Eisner, le palais épiscopal est attaqué, il en échappe de justesse et se cache à l'abbaye de Sainte-Odile jusqu'à la fin de la République des conseils de Bavière. Par la suite, son activité décline fortement. En 1927, il reçoit la citoyenneté honoraire d'Augsbourg. Lingg décède en 1930 après une tournée de confirmations trop pénible pour lui à Ulrichsheim, devenu un quartier de Füssen. L'auberge Saint-Ulrich actuelle comprend également l'église Saint-Max, qu'il fonda en 1915 à l'occasion de son 50e anniversaire de prêtre. Il est amené à Augsbourg lors d'un cortège funèbre festif et enterré sous une simple dalle funéraire dans la chapelle Sainte-Gertrude de la cathédrale d'Augsbourg, comme il l'avait ordonné dans son testament.

## Succession apostolique
Maximilian von Lingg a ordonné les évêques suivants :
- Évêque Cassian Spiß (de), O.S.B. (1902)
- Évêque Thomas Spreiter (de), O.S.B. (1906)
- Évêque Peter Göbl (de) (1911)
- Évêque Karl Reth (de) (1916)